# 北波止町
北波止町（きたはとちょう）は、大阪府堺市堺区にある地名。2024年現在丁を持たない単独町名。住居表示は未実施。

## 地理
堺区の中央部に位置する。東は戎島町、西は築港南町に接し、南東は旧堺港に接する。

### 河川
- 古川（内川）
- 竪川（内川）

### 港湾
- 堺泉北港
  - 旧堺港

## 歴史

### 沿革
- 1959年（昭和34年）、堺市吾妻通1 - 4丁・戎島1 - 5丁の各一部より成立[6]。
- 2006年（平成18年）、堺市が政令指定都市に移行し、行政区を設置。北波止町は堺区の所属となる。

## 世帯数と人口
2024年（令和6年）3月31日現在の世帯数と人口は以下の通りである。
| 町名     | 世帯数 | 人口  |
| -------- | ------ | ----- |
| 北波止町 | 97世帯 | 177人 |

### 人口の変遷
国勢調査による人口の推移。
| 1995年（平成7年）  | 338人 | [ 7 ]  |  |
| 2000年（平成12年） | 293人 | [ 8 ]  |  |
| 2005年（平成17年） | 291人 | [ 9 ]  |  |
| 2010年（平成22年） | 286人 | [ 10 ] |  |
| 2015年（平成27年） | 264人 | [ 11 ] |  |
| 2020年（令和2年）  | 210人 | [ 12 ] |  |

### 世帯数の変遷
国勢調査による世帯数の推移。
| 1995年（平成7年）  | 197世帯 | [ 7 ]  |  |
| 2000年（平成12年） | 166世帯 | [ 8 ]  |  |
| 2005年（平成17年） | 145世帯 | [ 9 ]  |  |
| 2010年（平成22年） | 151世帯 | [ 10 ] |  |
| 2015年（平成27年） | 137世帯 | [ 11 ] |  |
| 2020年（令和2年）  | 122世帯 | [ 12 ] |  |

## 学区
市立小・中学校に通う場合、学区は以下の通りとなる。
| 町名     | 番地 | 小学校         | 中学校           |
| -------- | ---- | -------------- | ---------------- |
| 北波止町 | 全域 | 堺市立市小学校 | 堺市立月州中学校 |

## 事業所
2021年（令和3年）現在の経済センサス調査による事業所数と従業員数は以下の通りである。
| 町名     | 事業所数 | 従業員数 |
| -------- | -------- | -------- |
| 北波止町 | 17事業所 | 189人    |

## 交通

### 道路
- 大阪府道29号大阪臨海線

## 施設
- 大浜北公園
- 龍女神像

## 郵便
- 郵便番号：590-0986[3]（集配局：堺郵便局[15]）。